# Matthias Flacius
Matthias Vlacich, bedre kendt under sit latinske navn Flacius (3. marts 1520 i Albona i Istrien, hvorfor han kaldte sig Illyricus – 11. marts 1575) var en luthersk teolog.
Flacius sluttede sig med stor begejstring til Luther og blev 1544 professor i hebraisk i Wittenberg. Men først den schmalkaldiske strid og senere striden om Augsburg-Interimet 1548, som han angreb skarpt, bevirkede, at han måtte opgive denne stilling. Med stor iver og voldsomhed, men ofte også med stor dygtighed og klarhed kastede Flacius sig ind i tidens dogmatiske Kampe. Han angreb Melanchthon i anledning af Interimet, men stillede sig på Wittenbergernes side mod Osiander. Flacius holdt en tid til i Magdeburg, senere, 1557, blev han professor i Jena. Kløften mellem ham og Melanchthon blev stadig større, og det var forgæves, at forskellige, bl.a. Christian III af Danmark, søgte at udfylde den. Nu udbrød tillige den synergistiske strid, og Flacius angreb med sædvanlig voldsomhed Synergismen. 1562 slog han sig ned i Regensburg og udsendte det ene kampskrift efter det andet til alle sider, mod Calvins nadverlære, mod Synergisterne, mod Tridentinerkoncilet osv. Øvrigheden
begyndte imidlertid at røre på sig, og for at undgå fængsling og andre ubehageligheder måtte Flacius flakke om fra sted til sted. Til sidst opholdt han sig i Frankfurt am Main. Han døde der med en udvisningsordre truende over hovedet.
Dommen over Flacius er højst forskellig. Han skildres sædvanlig som de lutherske teologers smertensbarn, som sarikaturen af en teologisk polemiker, men han har dog indlagt sig store fortjenester af den ny lutherske teologi. Navnlig for kirkehistorien udrettede han meget. Han satte således arbejdet med de "magdeburgske Centurier" i gang, han begyndte i Magdeburg at skrive en omfattende kirkehistorie, hvor hvert århundrede skulle have sit bind, og dette arbejde, der skulde være historiens modtræk mod den romersk-katolske kirke, blev udarbejdet med den største flid og med en uhyre samling nyt materiale, som han delvis selv fremskaffede. Han havde en hel stab hjælpere om sig under arbejdet, men udførte selv en betydelig del af det. Navnlig Wigand
førte det videre, da Flacius ikke kunde mere. Værket betegner noget af et vendepunkt i kirkehistorieforskningen. 1. bind udkom 1559, 13. bind 1574. For skriftvidenskaben har Flacius også betydning. 1567 udgav han Clavis Scripturæ, en bibelordbog med hermeneutik, og 1570 Glossa compendiaria in N. T., som bl.a. indeholder en kommentar til det ny testamente. På det dogmatiske område søgte Flacius altid nær tilknytning til Luthers tanker, men undgik ikke stærke ensidigheder. Under kampen mod Synergismen lod han sig således henrive til den påstand, at arvesynden ikke var en Accidens, men en Substans, således at mennesket ved faldet er blevet ganske fordærvet.